# بي-1 لانسر
بي-1 لانسر (بالإنجليزية: B-1 Lancer)‏ هي قاذفة قنابل إستراتيجية تستخدم من قبل القوات الجوية الأمريكية. بدأ مشروع القاذفة في الستينيات، حيث كانت الولايات المتحدة في حاجة لقاذفة أسرع من الصوت لاستبدال القاذفة بي-52 ستراتوفورتريس، وحلق أول نموذج منها في 23 ديسمبر 1974 م 
ظلت القاذفة في خدمة القوات الجوية الأمريكية منذ عام 1986 حتى الآن، حيث تعمل كقاذفة بعيدة المدى هي وكلاً من بي-52 ستراتوفورتريس وبي-2، وتمتلك القوات الجوية الأمريكية منها 67 طائرة.

## التاريخ
قاذفة إستراتيجية مافوق صوتية وعماد سلاح القاذفات الأمريكية وإحدى أهم أركان عقيدة الردع الأمريكي. بدأ مشروع المقاتلة في الستينيات، حيث كانت الولايات المتحدة في حاجة لمقاتلة أسرع من الصوت لاستبدال القاذفة بي-52 ستراتوفورتريس، وحلق أول نموذج منها في 23 ديسمبر 1974 م
استخدمت شركة «روكويل» النموذجين الثاني والرابع لتطوير القاذفة (B-1 B)، وأوكلت إلى شركة «نورثروب» دراسة الاحتياجات الفعلية من الأجهزة والمعدات والتصاميم لجعل القاذفة الجديدة، مناسبة لاحتياجات القوات الجوية في التسعينيات.
دعم جسم الطائرة تدعيماً جديداً لمقاومة التأثيرات الانفجارية النووية مما رفع وزن الطائرة إلى 40 طناً. كما تم التركيز على الطيران المنخفض فزودت الطائرة بمحركات أربعة ذات فتحات سحب هواء ثابتة مما خفض سرعتها وقدرتها على التحليق المرتفع، ولكن أعطاها القدرة على الطيران المستمر على ارتفاع لا يتجاوز ارتفاع الأشجار. كما دعمت أجهزتها الإلكترونية الخاصة بالتشويش والحرب الإلكترونية، حتى أصبحت صورتها الرادارية تعادل 1/100 من صورة القاذفة (B-52) وزودت بأجهزة اتصال فريدة من نوعها قادرة على التغلب على التأثيرات المغناطيسية الكهربائية الناتجة عن الانفجارات النووية والاتصال بالأقمار الصناعية.
وقد تم استبدال رادار القاذفة القوي الأصلي برادار جديد أصغر من فئة الرادارات التي تزوَد بها الصواريخ الجوالة والقادرة على تتبع التضاريس الأرضية مما يمكنها من الطيران على ارتفاع منخفض جداً ومتابعة التضاريس الأرضية أوتوماتيكياً.
واستخدم لأول مرة في هذه القاذفة التقنية الجديدة المعروفة باسم تكنولوجيا «ستيلث» (بالإنجليزية: STEALTH)‏ وهي التكنولوجيا التي ما زالت سرية وتبنى على أساسها المقاتلة الأمريكية (F-19)، التي تمكن الطائرة من العبور من فوق الدفاعات الرادارية من دون رؤيتها على شاشات الرادار.
والطائرة مزودة أيضاً بأجهزة إنذار مع حاسبات إلكترونية توضح مكان الإصابة من الدفاعات المعادية، وتتولى تقييم الإصابة وطرق التغلب عليها.
ويمكن اعتبار هذه الطائرة قمة ما وصل إليه العلم في المجالات التكنولوجية المختلفة، وتتفوق في ذلك على مكوك الفضاء الذي تعتبر شركة «روكويل» مقاولاً أساسياً في برنامجه.
ويتم الإنتاج لهذه الطائرة بمعدل 4 طائرات في الشهر الواحد بحيث تصبح جميع الأسراب المطلوبة جاهزة.
وفي أثناء التجارب على النموذج المعدل الثاني من الطائرة لاختيار الأجهزة الرادارية ارتطمت الطائرة بالأرض بعد أن كانت تحلق على ارتفاع 1000 متر بسرعة 350 كم/ ساعة، وقتل الطيار بسبب فشل المقعد القاذف في التحرك في الوقت المناسب بينما تمكن مساعدوه الثلاثة من النجاة.
ولقد أثبتت التحقيقات أن هذا الحادث الذي وقع في عام 1984 كان بسبب خطأ الطيار، الذي لم يقم بنقل الوقود بين الخزانات لتعديل مركز ثقل الطائرة على الرغم من إضاءة لوحة الإنذار الإلكترونية أمامه. وقد زودت الطائرة حالياً بأجهزة تعديل لمركز الثقل تعمل تلقائياً.
تؤدي الطائرة (B-1) جميع مهامها تقريباً وهي على مستوى رؤوس الأشجار وهي نادراً ما تطير بسرعة 2.0 ماخ على ارتفاعات عالية. أما إشارتها على شاشة الرادار فلا تزيد عن (30/1) من إشارة (B-52).
التجهيزات الدفاعية والإلكترونية (التي يشرف عليها المتعهد المشارك شركة «بوينغ») هي أقوى وأكمل من أي معدات سبق أن جهزت بها أية طائرة قتالية. وهذه الأجهزة تحمي الطائرة من رادارات العدو بالتشويش عليها أو ببلبلتها أو بخداعها بوسائل ما زالت سرية حتى اليوم.
ومن مميزاتها المهمة، إمكانية الاندفاع والتسلق بسرعة من المطارات التي قد تتعرض لقصف نووي، والمناعة ضد تأثير الانفجارات النووية التي قد تحدث على مقربة منها.
ويمكن فحص جميع أجهزة الطائرة آلياً، كما يمكن إبقاؤها في حالة استعداد دائم لمدة طويلة بحيث أنه، في حالة الإنذار، لا يطلب من أول من يصل إليها سوى الضغط على كباس صغير خلف الحجرة الأمامية كي تتوزع الطاقة على جميع المحركات والأجهزة، وتصبح الطائرة جاهزة للإقلاع الفوري حتى قبل أن يشد أفراد الطاقم أحزمتهم.
ومن مميزاتها الأخرى إمكانية ضبط الطيران على ارتفاع منخفض جداً بأجهزة إحساس هوائية وتوجيهها بجنيحات صغيرة مركبة على جانبي المقدمة تحت الدفة الرأسية كي تندفع الطائرة بسرعة فائقة في الأجواء العاصفة من دون أن يشعر أفراد الطاقم بأي اهتزاز يذكر